# Chaume-et-Courchamp
Chaume-et-Courchamp ist eine französische Gemeinde mit 183 Einwohnern (Stand 1. Januar 2022) im Département Côte-d’Or in der Region Bourgogne-Franche-Comté. Sie gehört zum Arrondissement Dijon und zum Kanton Saint-Apollinaire.
Chaume-et-Courchamp grenzt an folgende Gemeinden:
| Cusey     |                                             | Percey-le-Grand             |
| Sacquenay | Kompassrose, die auf Nachbargemeinden zeigt | Saint-Maurice-sur-Vingeanne |
|           | Fontaine-Française                          |                             |

## Bevölkerungsentwicklung
| Jahr                       | 1962 | 1968 | 1975 | 1982 | 1990 | 1999 | 2009 | 2016 | 2019 |
| Einwohner                  | 86   | 88   | 145  | 142  | 131  | 140  | 149  | 180  | 179  |
| Quellen: Cassini und INSEE |      |      |      |      |      |      |      |      |      |